# オルダ洞窟
座標: 北緯57度10分55.2秒 東経56度53分17秒 / 北緯57.182000度 東経56.88806度

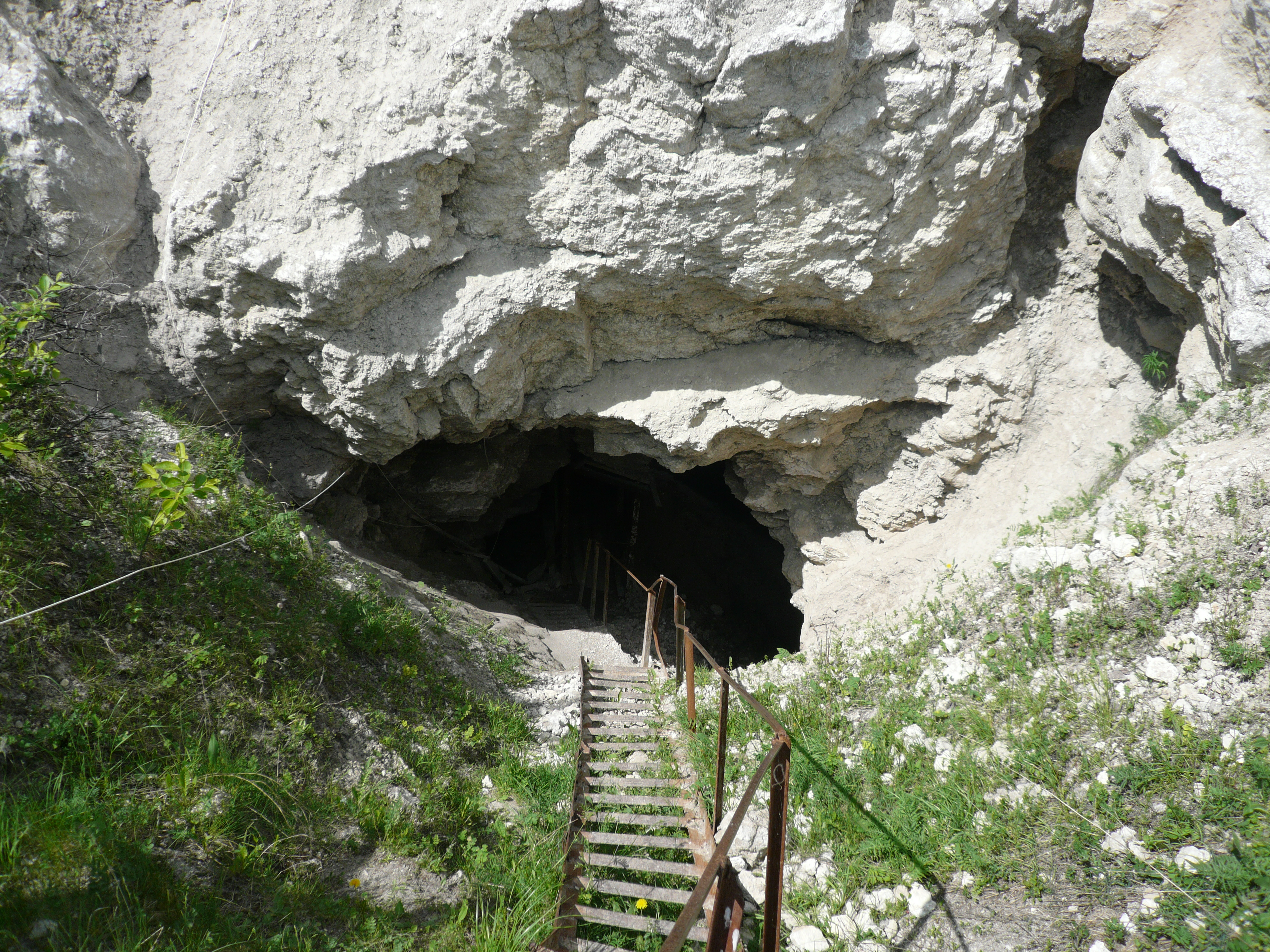
洞窟の入口

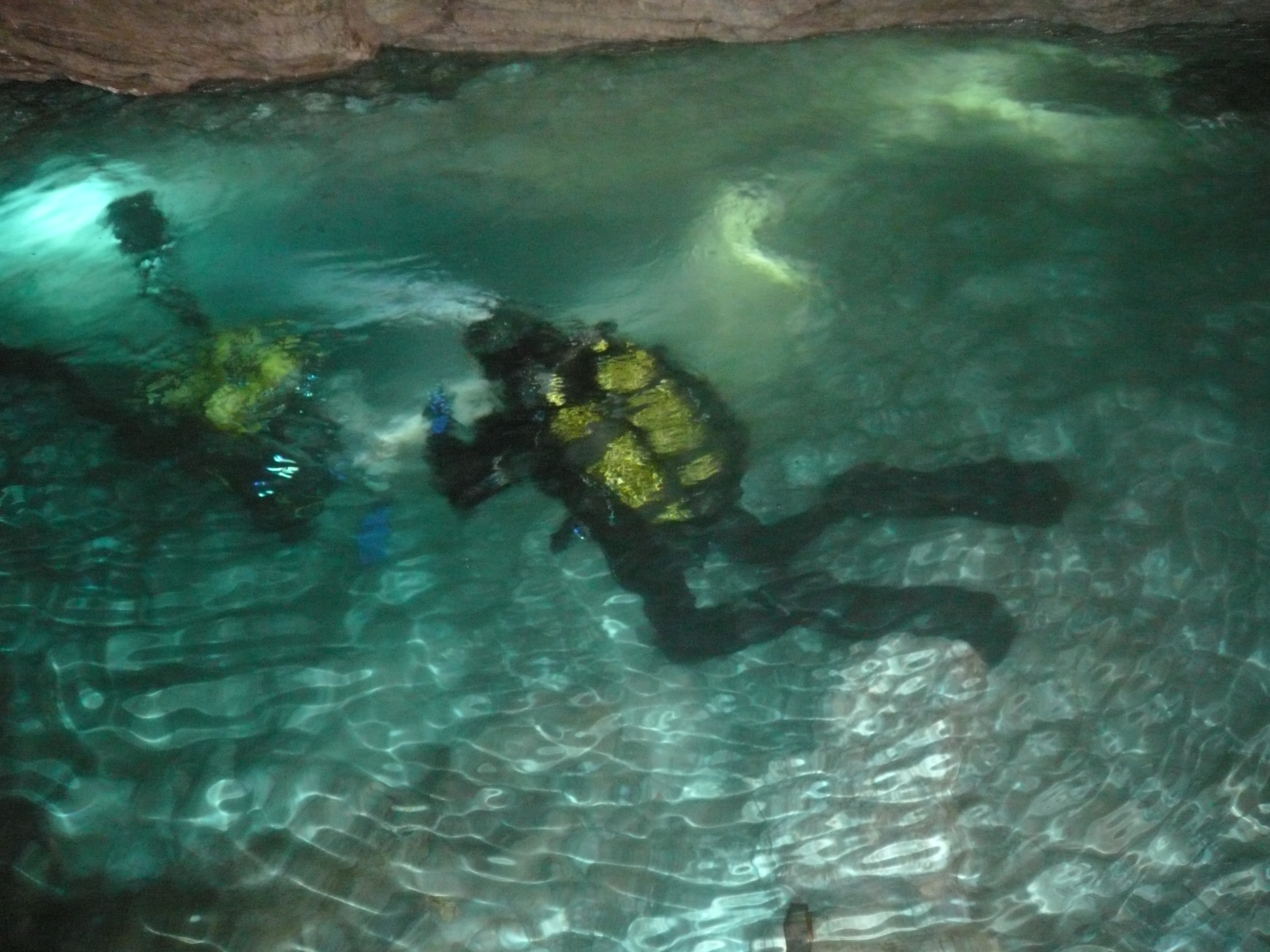
洞窟潜水

オルダ洞窟（オルダどうくつ、ロシア語:Ординская、英語:Orda Cave）は、ロシアウラル山脈の西側にある石膏層に生じた洞窟である。ペルミ地方オルダ郊外に位置し、洞窟の入口はクングール川の河岸脇にある。洞窟の総延長は 5.1km以上に及び、そのうち水中は 4.8kmを超える。オルダ洞窟は、世界で最大級の石膏洞窟および最も長い水中洞窟の一つで、旧ソ連域内では最も長い 935mのサンプ（完全に水没した通路）を有する。
適した鉱物に恵まれた地質によって水はろ過され、写真撮影に最適な 46mを超える透明度となっている。ジャーナリストで水中カメラマンのヴィクトル・リャグシキンは、2011年に6ヶ月の間にわたり、約150回繰り返し探索し、チームが撮影した写真は、期間中に洞窟を訪れた他のダイバーたちによって、撮影過程とともに「オルダ洞窟認知プロジェクト」で発表された。リャグシキンの潜水チームは、天井の石膏が容易に崩れてしまうことを恐れ、ダイビング中に生じた気泡を洞窟入口まで運ぶ水中漏斗を使用し、水中洞窟では初めてとなる球面パノラマ写真を撮影した。
地元の言い伝えに、洞窟に住まう「オルダ洞窟の女神」がある。2013年、元フリーダイビング（閉息潜水）チャンピオンのナタリア・アヴシェンコは、この伝説を実現しようと洞窟での撮影に臨んだ。リャグシキンは、2011年以来再び洞窟に戻り、2日間にわたってアブシェンコが扮する女神の写真を撮った。撮影は、外気温が -3度～ -20度、洞窟内で -23度の気温の下、最大水深 17mで行われた。